# Paralebeda backi
Paralebeda backi är en fjärilsart som beskrevs av De Lajonquière 1980. Paralebeda backi ingår i släktet Paralebeda och familjen ädelspinnare. Inga underarter finns listade i Catalogue of Life.